# Haworthia regalis
Haworthia regalis är en grästrädsväxtart som beskrevs av M. Hayashi. Haworthia regalis ingår i släktet Haworthia och familjen grästrädsväxter. Inga underarter finns listade i Catalogue of Life.